# Джонстон, Джим
Джеймс Алан Джонстон (англ. James Alan Johnston, род. 31 декабря 1959, Покахонтас, Арканзас) — американский композитор, который работал в WWE (ранее WWF) с 1985 года до 2017 года. Его работы чаще всего подписаны именем Джим Джонстон (англ. Jim Johnston).

## Карьера
Роль Джонстона в WWE заключалась в создании саундтрека к телевизионным программам компании. Помимо этого он создавал музыкальный контент для большинства видеоигр, роликов на веб-сайте и музыкальных тем рестлеров WWE. Джонстон получил известность благодаря продюсированию многих известных композиций для звёзд WWE, таких как Гробовщик, Скала, Стив Остин, Биг Шоу, Мистер Макмэн и сотен других рестлеров. Многие из тем были выпущены на альбомах и через iTunes. С 2014 года группа CFO$ взял на себя ответственность за создание музыкальных тем и аудио-контента для ТВ-шоу WWE, а Джонстон в настоящее время работает в киноотделении WWE Studios, где написал саундтреки к нескольким фильмам. 
Помимо тем для рестлеров, Джонстон сочинял музыку для большинства PPV и телевизионных программ WWE, включая заставки, музыкальные клипы, виньетки, рекламные ролики и трибьюты. Он сравнивает свою работу с работой исполнительного продюсера: «„У нас появился новый сотрудник“, или „Он вырвался из командного дивизиона и ему нужна музыка“. Это похоже на скоринг для фильма: он хороший парень или плохой парень? Он легкий, стройный и быстро двигающийся, что диктует быстрый темп, или он большой и тяжелый парень, и в этом случае вам нужен большой, тяжелый, гневный звук?».
Джонстон участвовал в нескольких кинопроектах WWE Studios, включая The Chaperone, That’s What I Am, и The Reunion. Он также готовил музыку для других связанных с WWE продуктов: Всемирной Федерации Бодибилдинга и XFL.
Джонстон известен тем, что пишет, сочиняет и продюсирует все свои композиции в дополнение к игре на всех инструментах. Он иногда нанимает внешних вокалистов или дополнительных музыкантов, но в этом случае предпочитает не указывать их имена и названия. В 2008 году в Billboard Джонстон публично выразил свое разочарование по поводу неспособности артистов использовать WWE как трамплин, так как те не понимают продукт WWE. Он сказал: «Очень много музыки используется в наших продуктах. Лейблы изо всех сил пытаются попасть на MTV, но никто не смотрит MTV». Однако, WWE и Джонстон помогают в стимулировании продаж групп Fuel, Shinedown и Motörhead, которые предоставляют свою музыку на шоу WWE.
30 ноября многочисленными источниками было подтверждено увольнение Джима Джонстона из WWE спустя 32 года его работы в компании. Первоначальным источником является твиттер основателя общества музыкальных тем Джима Джонстона в 1997 году — ThemeTitan.

## Успех
С тех пор, как в 1991 году Nielsen SoundScan начал отслеживать продажи альбомов в США, Джонстон выпустил семнадцать альбомов для WWE, которые были проданы 5,9 миллионов раз. Большинство появилось в Billboard 200, многие из них получили «золотой» и даже «платиновый» статус. Лучшие продажи состоялись у альбома WWF The Music, Vol. 3, выпущенного в 1998 году, и ставшего «платиновым». Продажи в США составили 1,2 миллиона штук.

## Появления
Джонстон появился на записи Piledriver: The Wrestling Album 2, чтобы представить видео Girls in Cars. Он организовал группу на церемонии Slammy Awards, а также в 1995 году ездил по Соединенным Штатам в составе Raw Band. Он также появлялся на видео WrestleMania XIV и SummerSlam 1998, играя тему D-Generation X вместе с Chris Warren Band. У Джонстона также была короткая роль в фильме «За ковром» (англ. Beyond the Mat), где он рассуждал о музыкальной теме Вейдера. Джонстон также появился на бонусном DVD WWE Originals, альбоме 2004 года. DVD включал в себя 30-минутный документальный фильм о Джонстоне, предлагающего идеи по составлению, продюсированию и режиссуре альбома. Джонстон также появился в фильме «Саморазрушение Последнего Воина» (англ. The Self-Destruction of the Ultimate Warrior), в котором обсуждалась тема Последнего Воина, и то, что она действительно была представителем персонажа. Он также появился в эпизоде реалити-шоу Total Divas (сезон 4, эпизод 8), вместе с Никки Беллой.

## WWE Signature Sounds
В марте 2014 года WWE выпустила 60-минутный документальный фильм о Джонстоне под названием Signature Sounds: The Music of WWE, в котором рассматриваются истории его самых известных композиций.

## Награды

### BMI Film and TV Awards
| Year | Result | Award           | Category/Recipient(s) |
| ---- | ------ | --------------- | --------------------- |
| 2002 | Победа | BMI Cable Award | Raw                   |
| 2003 | Победа | BMI Cable Award | Raw                   |
| 2004 | Победа | BMI Cable Award | Raw                   |
| 2008 | Победа | BMI Cable Award | Raw                   |
| 2013 | Победа | BMI Cable Award | Raw                   |